# Men, Women & Children
Men, Women & Children és una pel·lícula de comèdia dramàtica dels Estats Units del 2014 dirigida per Jason Reitman i co-escrita amb Erin Cressida Wilson, basada en la novel·la del mateix nom escrita per Chad Kultgen que tracta de l'addició en línia. La protagonitzen Rosemarie DeWitt, Jennifer Garner, Judy Greer, Dean Norris, Adam Sandler, Ansel Elgort iKaitlyn Dever.
La pel·lícula es va presentar al Festival Internacional de Cinema de Toronto el 6 de setembre de 2014 i es va estrenar el 1r d'octubre de 2014 per Paramount Pictures.

## Sinopsi
Narra la història d'un grup d'adolescents d'institut i dels seus pares, que intenten comprendre les moltes maneres com Internet ha canviat les seves relacions, la seva comunicació, la imatge que tenen de si mateixos i les seves vides amoroses.

## Repartiment
- Emma Thompson[4] (veu) com a narradora
- Rosemarie DeWitt[4] com a Helen Truby
- Jennifer Garner[4] com a Patricia Beltmeyer
- Judy Greer[4] com a Joan Clint
- Dean Norris[4] com a Kent Mooney
- Adam Sandler[4] com a Don Truby
- Ansel Elgort[4] com a Tim Mooney
- Kaitlyn Dever com a Brandy Beltmeyer
- J. K. Simmons com a Sr. Doss
- David Denman com a Jim Vance
- Jason Douglas com a Ray Beltmeyer
- Shane Lynch com a Angelique
- Dennis Haysbert com a Secretluvur
- Phil LaMarr com a Shrink
- Olivia Crocicchia com a Hannah Clint
- Elena Kampouris com a Allison Doss
- Travis Tope com a Chris Truby
- Tina Parker com a Sra. Doss
- Will Peltz com a Brandon Lender
- Kurt Krakowian com a professor
- Timothée Chalamet com a Danny Vance
- Intern AJ com a jugador de futbol (sense acreditar)